# 天津石油职业技术学院
天津石油职业技术学院（英語：Tianjin Petroleum Vocational and Technical College）是位于中华人民共和国天津市团泊洼地区的一所省部共建的公办全日制普通高等职业技术学院。隶属于中国石油天然气集团公司，直属于华北石油管理局并由天津市人民政府共建。1976年建立。

## 学校历史及沿革
天津石油职业技术学院的前身是创办于1976年，位于河北省华北油田地区华北石油七·二一大学。
- 1976年，为响应华北油田会战号召并解决亟需的人才问题，经石油工业部及河北省人民政府批准同意于同年10月8日设立华北石油七·二一大学，校址设在今河北省霸州市；
- 1977年5月，学校迁至天津市静海县团泊洼地区，隶属于华北石油会战指挥部；
- 1978年7月，原华北石油技工学校改制成立为华北石油学校，隶属于石油工业部并由华北石油会战指挥部具体领导；
- 1981年7月8日撤销华北石油会战指挥部，设立华北石油管理局，学校随即归属华北石油管理局领导管辖；
- 2000年2月，根据《国务院办公厅转发教育部等部门关于调整国务院部门（单位）所属学校管理体制和布局结构实施意见的通知》[2]指示，按照属地原则，该校教育行政关系由河北省教育委员会划归移交至天津市教育委员会管理，其人员、物资财政、管理事务仍归华北石油管理局管理；
- 2004年1月，在原华北油田学校基础上改制为今天津石油职业技术学院。

2017年，学校搬至团泊大学城。2021年6月，由中国石油天然气集团有限公司、中国石油和化学工业联合会共同主办的第一届“中国石油杯”职业院校化工总控工竞赛在华北油田分公司天津石油职业技术学院举行。

## 院系部门
- 石油工程系
- 化工技术系
- 电子信息系
- 资源勘察系
- 机械工程系

### 科研及实践机构
- 实践教学石油工程实训基地
- 化工技术实训基地
- 数控技术实训基地
- 汽车检测与维修技术实训基地
- 资源勘查实训基地
- 自动化技术实训基地
- 电子技术实训基地
- 计算机网络技术实训基地